# Scott Riggs
Statistiques en NASCAR Cup Series
Dernière mise à jour : 2 juillet 2022 
Scott Riggs (né le 1er janvier 1971 dans le comté de Durham, Caroline du Nord) est un pilote américain de NASCAR participant à la Cup Series. Il pilote la voiture no 10.